# 原田资嗣

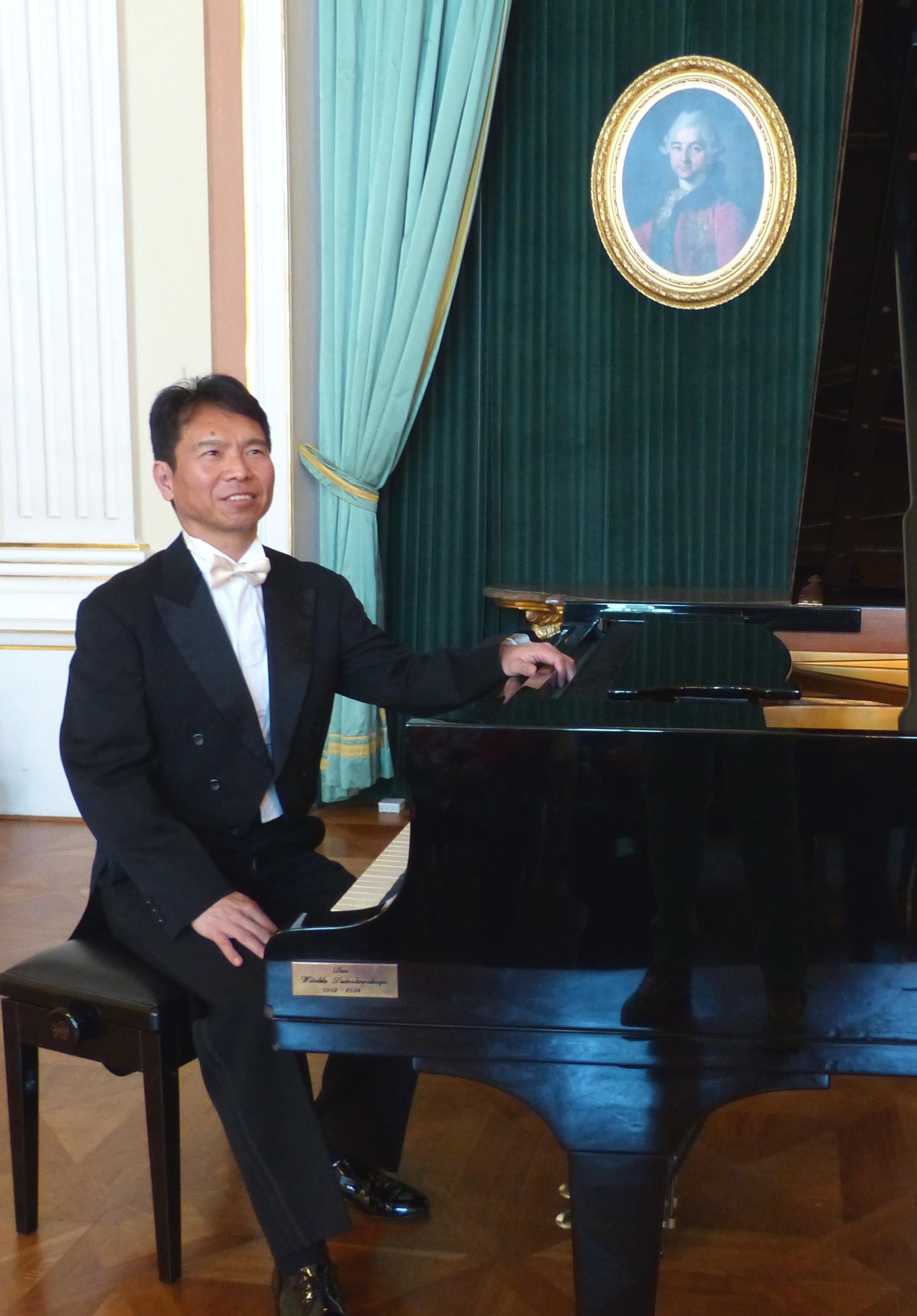
2013年在波兰华沙的皇宫

原田資嗣 （Mototsugu "Moto" Harada，1957年—），出生在日本下关市，是一名日本钢琴演奏家和作曲家。

## 生平
原田資嗣从三岁起开始学习钢琴。毕业于东京艺术大学音乐及音乐教育专业。1980年他师从赫尔曼·施魏特曼在维也纳音乐与表演艺术大学就读。1982年到纽约茱莉亚学院学习，师从杰科·雷特纳。1983年受波兰政府邀请在肖邦音乐大学学习两年，师从雷吉纳·施敏德慈安卡。在波兰学习的两年期间他曾举办多场音乐会并出现在广播及电视节目里。此后得到国际扶轮组织奖学金在汉诺威音乐戏剧及传媒学院得以进一步学习。在汉诺威音乐学院通过卡尔-汉兹·凯墨林教授作为考官的音乐会考试。1988年起在德国希尔德斯海姆大学教授钢琴。曾被中国多所大学邀请担任客座教授。

## 音乐会
原田資嗣既是钢琴教师同时也是音乐会钢琴演奏家。古典和浪漫的曲目都是他的演奏重点（贝多芬、莫扎特、肖邦等）。除此之外他还演奏很多其它著名钢琴曲（拉威尔、德彪西、格什温等）。原田資嗣也专注于新音乐，多次首演维特尔德· 沙洛内克，尹奎奉和其他作曲家的作品。他还到欧洲以及世界其他国家演出。2000年起他作为受邀嘉宾定期参加赛儿策音乐节。

## 作品
原田資嗣在作曲时将新音乐创新元素融入到欧洲以及东亚古典音乐之中。许多曲目都是以主题为导向从而唤醒人们一种特定的心情，或是用音乐表达的形式呈现一个主题。这种创作方式使得他的钢琴曲能以多种新音乐表达形式很快抓住听众的情感。他创作的钢琴曲除了不同难易程度的钢琴独奏曲以外，另外还有室内乐和声乐作品。2016年11月6号他在希尔德斯海姆圣米歇尔教堂举办了他的钢琴音乐会。
原田資嗣创作的钢琴曲由Olms Weidmann出版。名为“Spiekeroog岛相册“的钢琴初学者练习集是免费提供的。
- 来自加拉帕戈斯的动物。9支钢琴曲 。[3]
- 晨光。4支配以悱句诗歌的女高音钢琴曲，填词马丁·施乃讷。[4]
- 梵高的画。4支钢琴曲 。[5]
- 12支梦中的故事钢琴曲。插图莫里斯·戈策 。[6][7]